# Liste der Biografien/Murp
Liste der Biografien |
Portal Biografien |
Personensuche
# |
A |
B |
C |
D |
E |
F |
G |
H |
I |
J |
K |
L |
M |
N |
O |
P |
Q |
R |
S |
T |
U |
V |
W |
X |
Y |
Z |
?
 
Ma |
Mb |
Mc |
Md |
Me |
Mf |
Mg |
Mh |
Mi |
Mj |
Mk |
Ml |
Mm |
Mn |
Mo |
Mp |
Mq |
Mr |
Ms |
Mt |
Mu |
Mv |
Mw |
Mx |
My |
Mz
 
Mua |
Mub |
Muc |
Mud |
Mue |
Muf |
Mug |
Muh |
Mui |
Muj |
Muk |
Mul |
Mum |
Mun |
Muo |
Mup |
Muq |
Mur |
Mus |
Mut |
Muu |
Muv |
Muw |
Mux |
Muy |
Muz
 
Mura |
Murb |
Murc |
Murd |
Mure |
Murf |
Murg |
Murh |
Muri |
Murj |
Murk |
Murl |
Murm |
Murn |
Muro |
Murp |
Murr |
Murs |
Murt |
Muru |
Murv |
Murw |
Mury |
Murz
Die Liste der Biografien führt alle Personen auf, die in der deutschsprachigen Wikipedia einen Artikel haben. Dieses ist eine Teilliste mit 275 Einträgen von Personen, deren Namen mit den Buchstaben „Murp“ beginnt.

## Murp

### Murph
- Murph, Jessie (* 2004), US-amerikanische Popsängerin

#### Murphe
- Murphey, Charles (1799–1861), US-amerikanischer Politiker
- Murphey, Michael Martin (* 1945), US-amerikanischer Country-Sänger und Songwriter

#### Murphr
- Murphree, Dennis (1886–1949), US-amerikanischer Politiker

#### Murphy

##### Murphy L
- Murphy Lee (* 1979), US-amerikanischer Hip-Hop-Musiker

##### Murphy O
- Murphy O’Mahony, Margaret (* 1969), irische Politikerin

##### Murphy, A – Murphy, W

###### Murphy, A
- Murphy, Abbey (* 2002), US-amerikanische Eishockeyspielerin
- Murphy, Aidan (* 2003), australischer Sprinter
- Murphy, Alex (* 1997), irischer Schauspieler
- Murphy, Andrew (* 1969), australischer Dreispringer
- Murphy, Anna (* 1989), Schweizer Musikerin und Tontechnikerin
- Murphy, Annalise (* 1990), irische Seglerin
- Murphy, Annie (* 1986), kanadische FilmschauspielerinAnnie Murphy (* 1986)

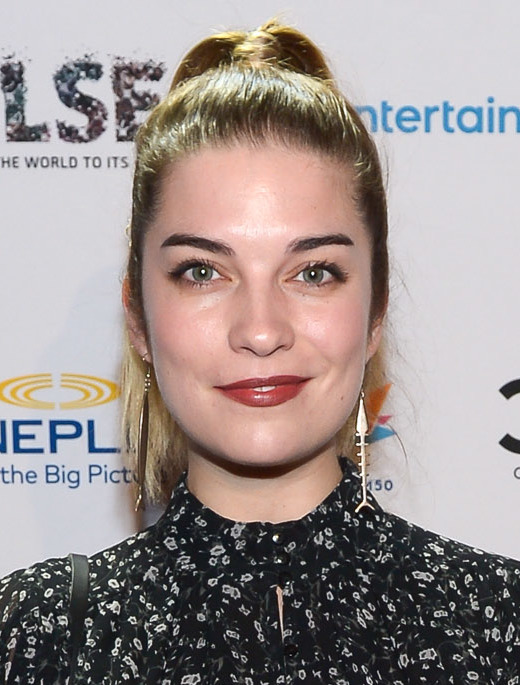
Annie Murphy (* 1986)

- Murphy, Anthony, irischer Schauspieler, Filmproduzent und Drehbuchautor
- Murphy, Arthur P. (1870–1914), US-amerikanischer Politiker
- Murphy, Audie (1925–1971), US-amerikanischer Filmschauspieler und höchstdekorierter US-Soldat des Zweiten Weltkriegs
- Murphy, Austin (1927–2024), US-amerikanischer Politiker
- Murphy, Averil (* 1947), englische Squashspielerin

###### Murphy, B
- Murphy, B. Frank (1867–1938), US-amerikanischer Politiker (Republikanische Partei)
- Murphy, Barny (* 1954), deutscher Gitarrist und Musikproduzent
- Murphy, Bella (* 2002), US-amerikanische Schauspielerin
- Murphy, Ben (* 1942), US-amerikanischer Schauspieler
- Murphy, Ben (* 1975), englischer Kunstflugpilot
- Murphy, Bernadette, englische Historikerin und Schriftstellerin
- Murphy, Bernard James (1918–1974), kanadischer Ordensgeistlicher
- Murphy, Bill (* 1981), amerikanischer Baseballspieler auf der Position des Pitchers
- Murphy, Bob (* 1951), kanadischer Eishockeyspieler
- Murphy, Bobby, US-amerikanischer Fußballtrainer
- Murphy, Bobby (* 1989), US-amerikanischer Unternehmer und Co-Gründer von Snap Inc
- Murphy, Brittany (1977–2009), US-amerikanische SchauspielerinBrittany Murphy (1977–2009)

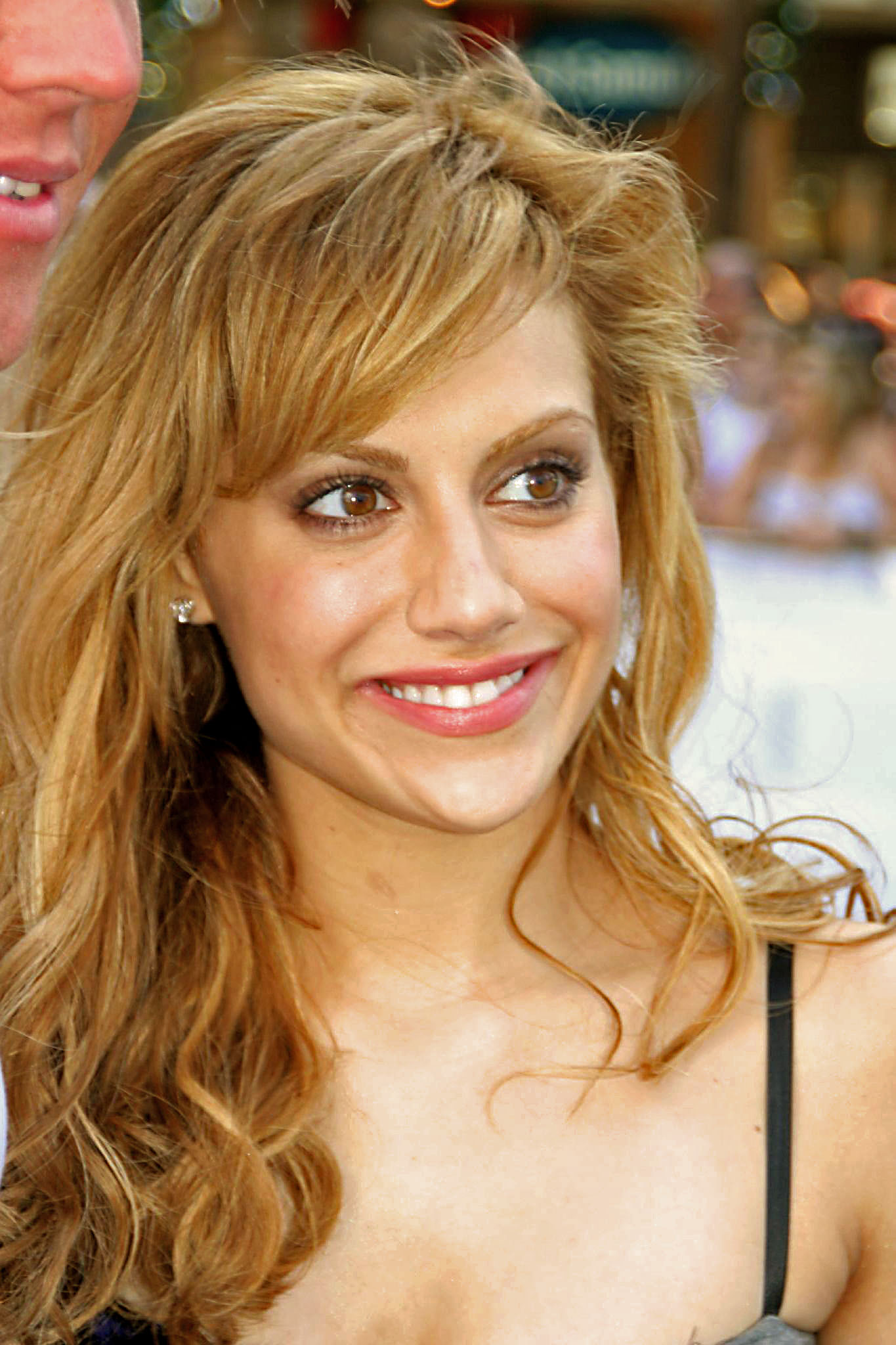
Brittany Murphy (1977–2009)

- Murphy, Buddy (* 1988), australischer Wrestler
- Murphy, Byron (* 1998), US-amerikanischer American-Football-Spieler
- Murphy, Byron II (* 2002), US-amerikanischer American-Football-Spieler

###### Murphy, C
- Murphy, Calvin (* 1948), US-amerikanischer Basketballspieler
- Murphy, Carolyn (* 1975), US-amerikanisches Model
- Murphy, Casey (* 1996), US-amerikanische Fußballtorhüterin
- Murphy, Catherine († 1789), englische Münzfälscherin
- Murphy, Catherine (* 1953), irische Politikerin
- Murphy, Catherine (* 1975), britische Sprinterin
- Murphy, Charles (1863–1935), kanadischer Politiker, Abgeordneter, Senator und Minister
- Murphy, Charles (1870–1950), US-amerikanischer Radsportler
- Murphy, Charles P. (1882–1953), US-amerikanischer Politiker
- Murphy, Charlie (1959–2017), US-amerikanischer Schauspieler, Autor und KomikerCharlie Murphy (1959–2017)

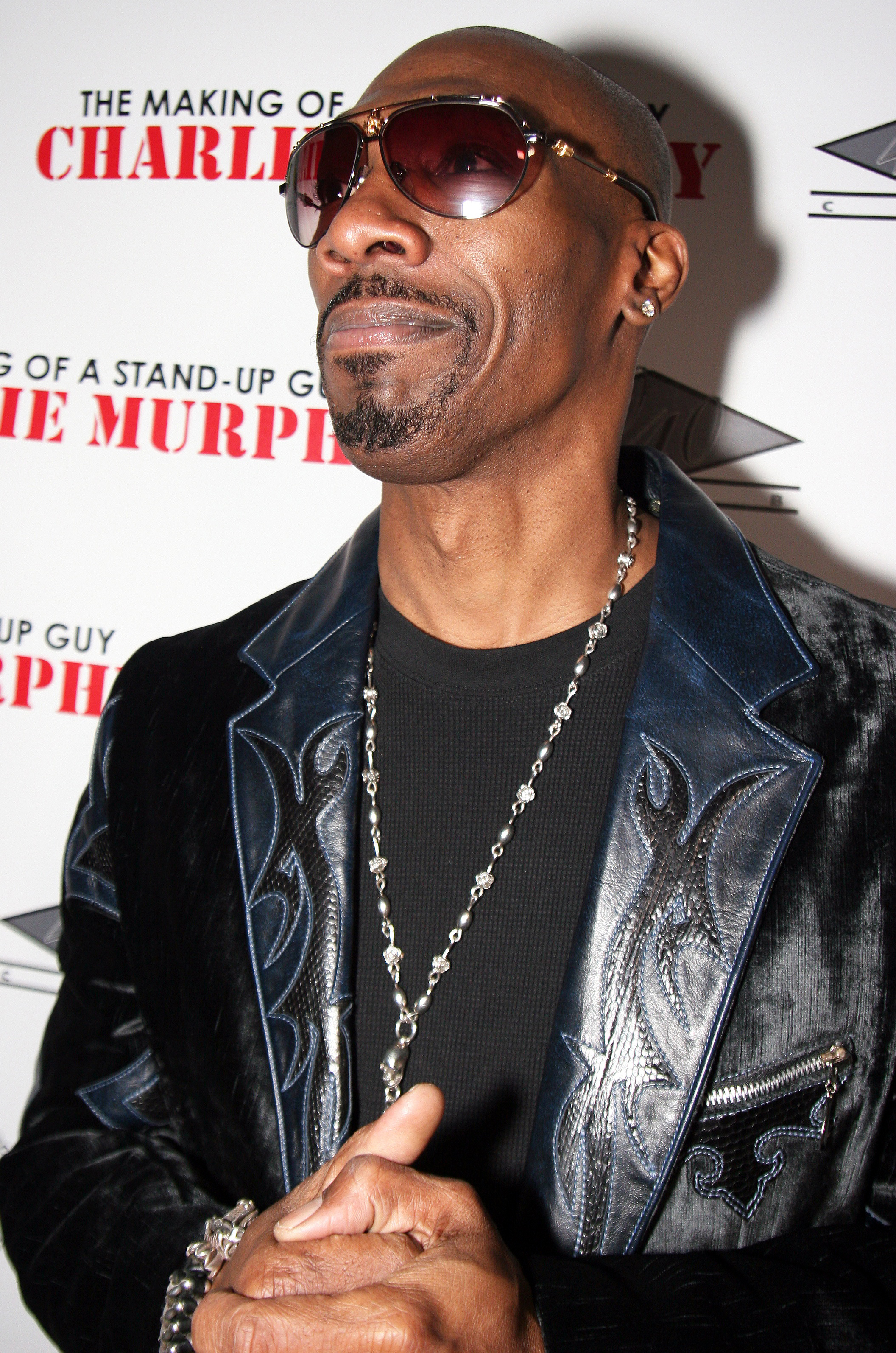
Charlie Murphy (1959–2017)

- Murphy, Charlie (* 1988), irische Schauspielerin
- Murphy, Chris (* 1973), US-amerikanischer Politiker
- Murphy, Christina (* 1981), US-amerikanische Schauspielerin
- Murphy, Chuck (1922–2001), US-amerikanischer Country- und Rockabilly-Musiker
- Murphy, Ciarán (* 1940), irischer Politiker (Fianna Fáil)
- Murphy, Cillian (* 1976), irischer Schauspieler und DrehbuchautorCillian Murphy (* 1976)

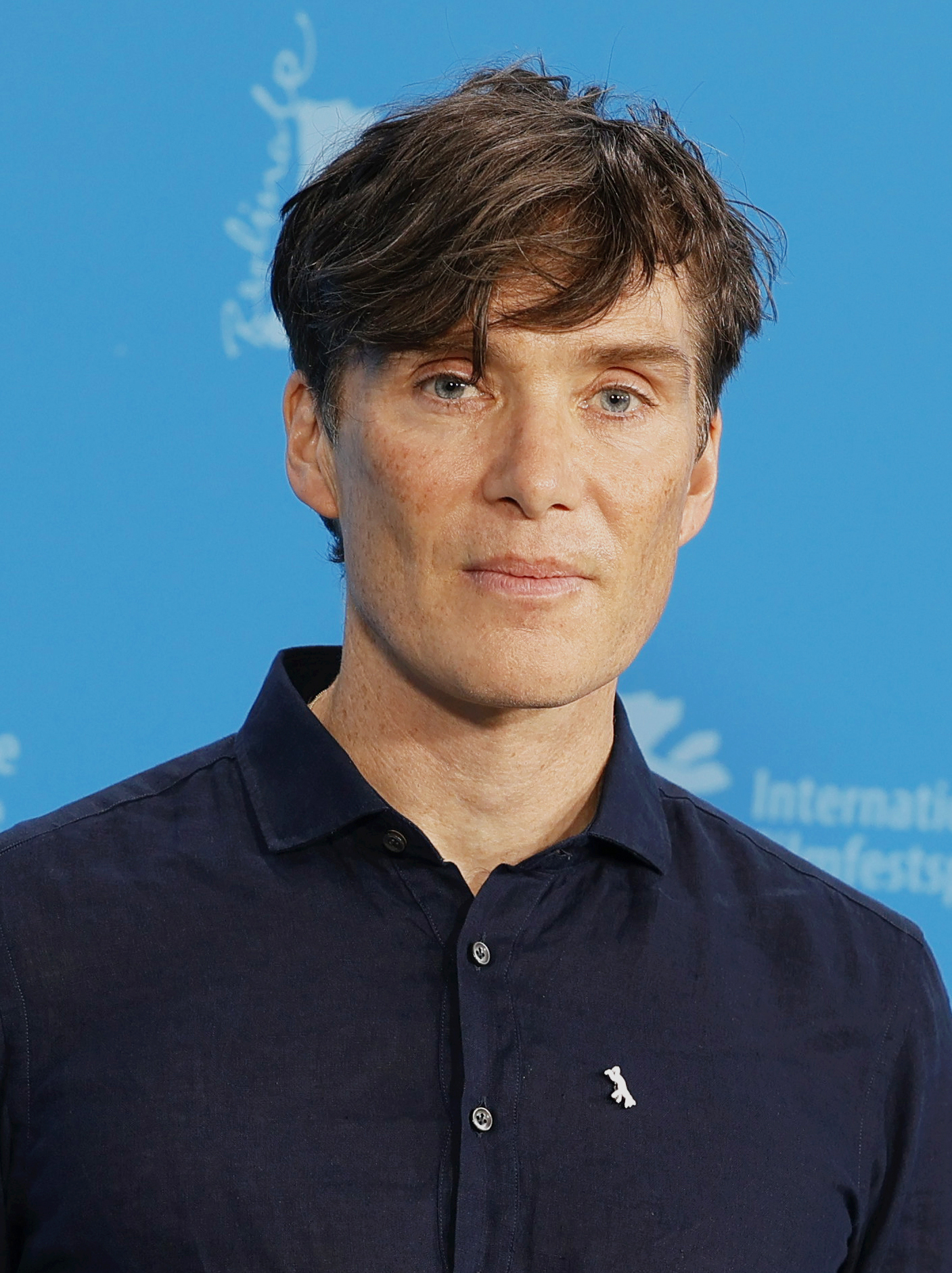
Cillian Murphy (* 1976)

- Murphy, Clayton (* 1995), US-amerikanischer Mittelstreckenläufer
- Murphy, Colin (* 1980), kanadischer Eishockeyspieler
- Murphy, Connor (* 1993), US-amerikanischer Eishockeyspieler
- Murphy, Connor (* 2001), australischer Dreispringer
- Murphy, Cory (* 1978), kanadischer Eishockeyspieler
- Murphy, Craig N. (* 1953), amerikanischer Politikwissenschaftler mit dem Fachgebiet Internationale Beziehungen
- Murphy, Cullen (* 1952), US-amerikanischer Comicautor
- Murphy, Curtis (* 1975), kanadischer Eishockeyspieler

###### Murphy, D
- Murphy, Dale (* 1956), US-amerikanischer Baseballspieler
- Murphy, Dan (1944–2020), US-amerikanischer Mediziner in Osttimor
- Murphy, Daniel (1815–1907), irischer Geistlicher und römisch-katholischer Erzbischof von Hobart
- Murphy, Daniel (* 1985), US-amerikanischer Baseballspieler in der Major League Baseball
- Murphy, Daniel Turley (* 1943), US-amerikanischer Geistlicher, emeritierter römisch-katholischer Bischof von Chulucanas
- Murphy, Danny (* 1977), englischer Fußballspieler
- Murphy, Dara (* 1969), irischer Politiker (Fine Gael)
- Murphy, Daryl (* 1983), irischer Fußballspieler
- Murphy, David (* 1984), englischer Fußballspieler
- Murphy, David Lee (* 1958), US-amerikanischer Sänger und Songschreiber
- Murphy, Deirdre (1959–2014), US-amerikanisch-irische Radrennfahrerin
- Murphy, Donna (* 1959), US-amerikanische Schauspielerin

###### Murphy, E
- Murphy, Ed (* 1956), US-amerikanischer Basketballspieler
- Murphy, Eddie (1905–1973), US-amerikanischer Eisschnellläufer
- Murphy, Eddie (* 1961), US-amerikanischer Schauspieler, Comedian und SängerEddie Murphy (* 1961)

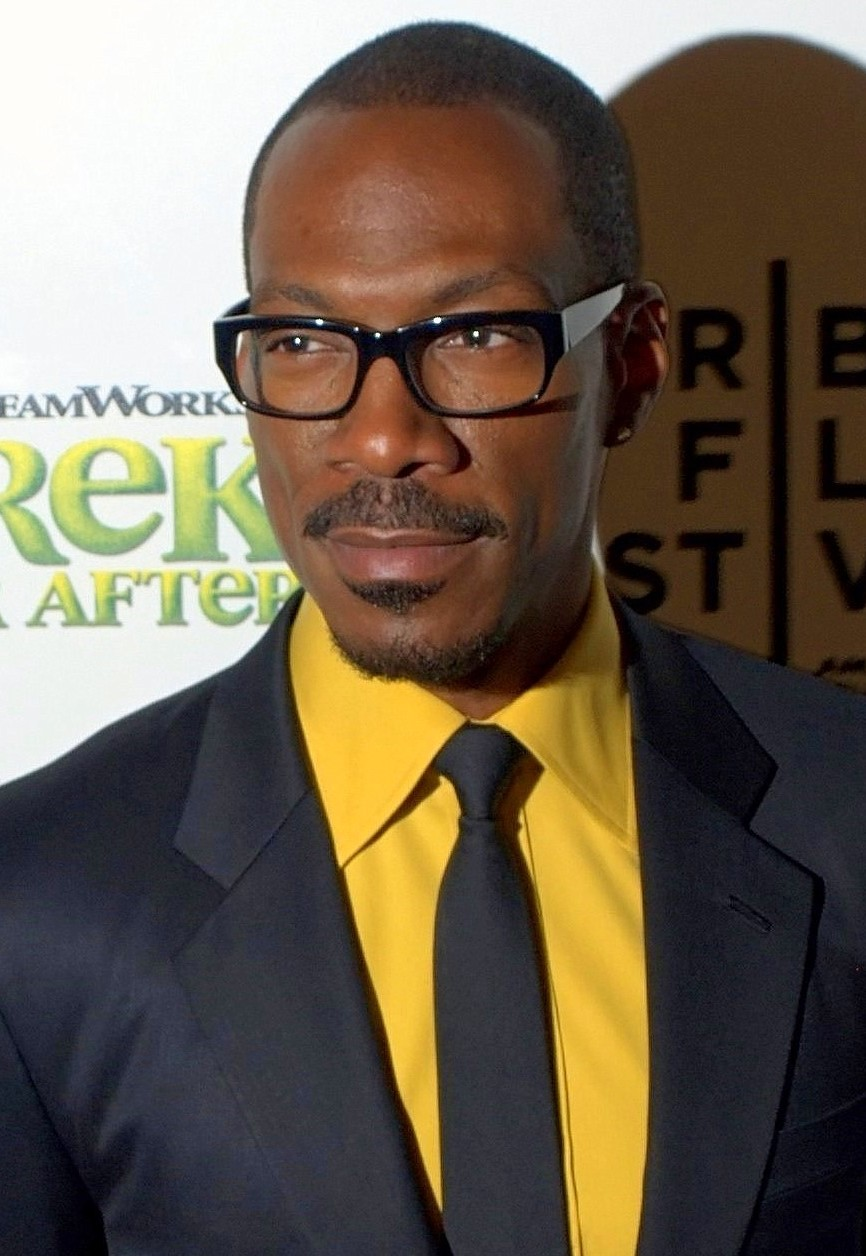
Eddie Murphy (* 1961)

- Murphy, Edward A. (1918–1990), US-amerikanischer Ingenieur
- Murphy, Edward junior (1836–1911), US-amerikanischer Politiker
- Murphy, Elaine, Baroness Murphy (* 1947), britische Politikerin und Psychiaterin
- Murphy, Elliott (* 1949), US-amerikanischer Sänger und Songschreiber
- Murphy, Emily (1868–1933), kanadische Frauenrechtsaktivistin, Juristin und Autorin
- Murphy, Emmy, US-amerikanische Mathematikerin
- Murphy, Eoghan (* 1982), irischer Politiker (Fine Gael)
- Murphy, Eugene (* 1965), irischer Politiker (Fianna Fáil)
- Murphy, Evelyn (* 1940), US-amerikanische Politikerin
- Murphy, Everett J. (1852–1922), US-amerikanischer Politiker

###### Murphy, F
- Murphy, Fidelma (1944–2018), irische Schauspielerin in Theater, Film und Fernsehen
- Murphy, Francis P. (1877–1958), US-amerikanischer Politiker und Gouverneur von New Hampshire
- Murphy, Francis X. (1915–2002), US-amerikanischer Ordensgeistliche (Redemptoristen) und Hochschullehrer
- Murphy, Frank (1889–1980), US-amerikanischer Stabhochspringer
- Murphy, Frank (1890–1949), US-amerikanischer Jurist und Politiker
- Murphy, Frank (1897–1944), US-amerikanischer Politiker
- Murphy, Frank (1947–2017), irischer Leichtathlet
- Murphy, Franklin (1846–1920), US-amerikanischer Politiker
- Murphy, Fred (* 1942), US-amerikanischer Kameramann

###### Murphy, G
- Murphy, Gardner (1895–1979), US-amerikanischer Psychologe
- Murphy, Geoff (1938–2018), neuseeländischer Regisseur und DrehbuchautorGeoff Murphy (1938–2018)

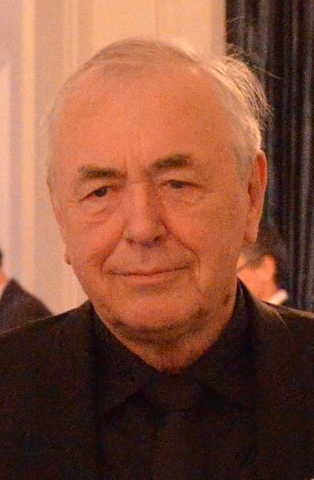
Geoff Murphy (1938–2018)

- Murphy, Geordan (* 1978), irischer Rugbyspieler
- Murphy, George, Spezialeffektkünstler
- Murphy, George (1902–1992), US-amerikanischer Schauspieler und Politiker
- Murphy, Gerald (1888–1964), US-amerikanischer Maler und Geschäftsmann
- Murphy, Gerard (1948–2013), britischer Film- und Theaterschauspieler
- Murphy, Gillian (* 1979), US-amerikanische Balletttänzerin
- Murphy, Gord (* 1967), kanadischer Eishockeyspieler und -trainer
- Murphy, Greg (* 1959), US-amerikanischer Jazzmusiker
- Murphy, Greg (* 1963), US-amerikanischer Politiker (Republikanische Partei)

###### Murphy, H
- Murphy, Heidi Grant (* 1965), US-amerikanische Opernsängerin (Sopran) und Gesangspädagogin
- Murphy, Henry C. (1810–1882), US-amerikanischer Politiker

###### Murphy, I
- Murphy, Isaac (1799–1882), US-amerikanischer Politiker, Gouverneur von Arkansas
- Murphy, Isaac (* 1963), Laienbruder, Abt

###### Murphy, J
- Murphy, J. J. (* 1947), US-amerikanischer Filmregisseur
- Murphy, J. T. (1888–1965), britischer Gewerkschafter
- Murphy, Jack (1920–1984), irischer Politiker

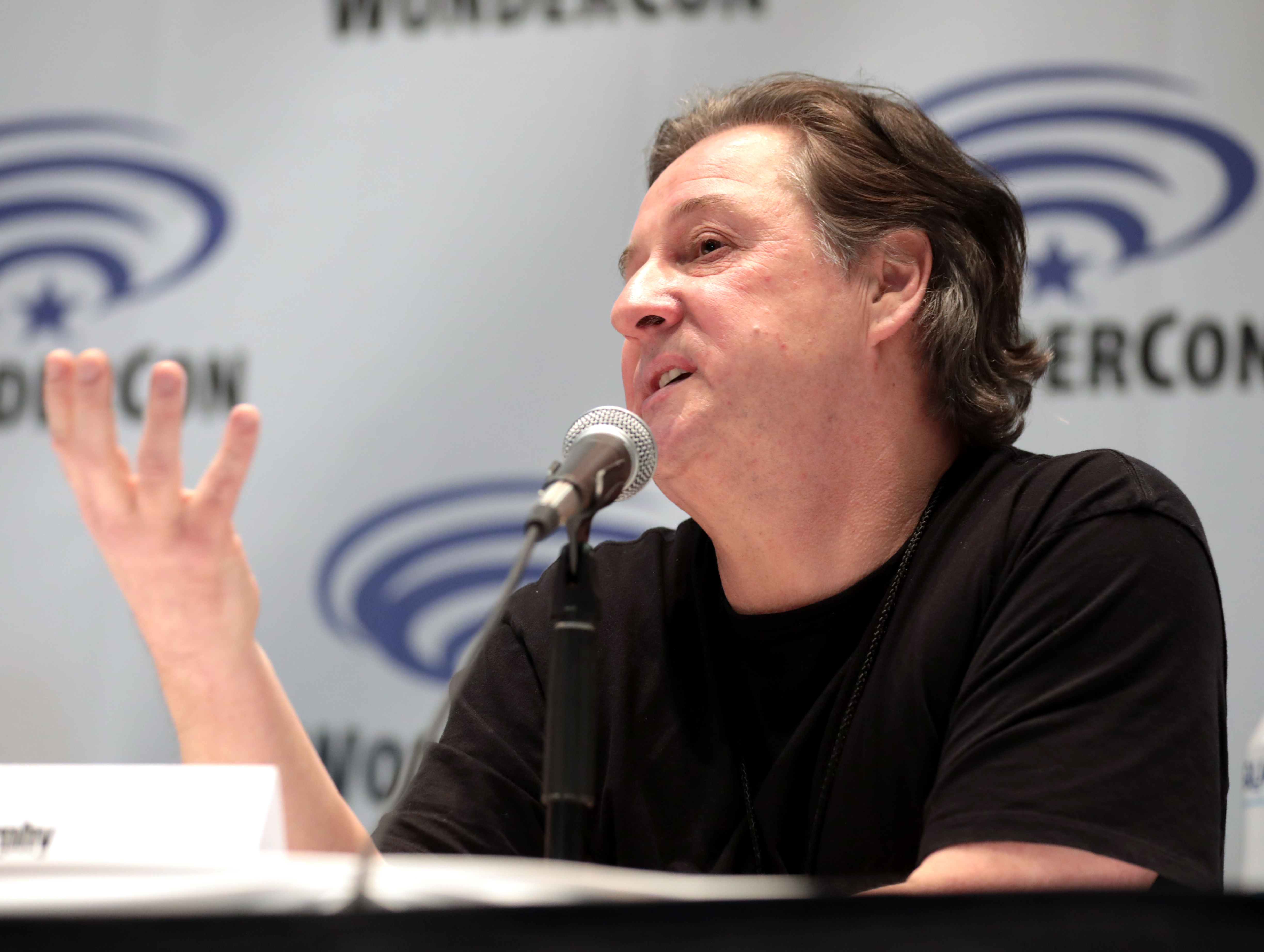
John Murphy (* 1965)

- Murphy, Jack M. (1925–1984), US-amerikanischer Politiker
- Murphy, Jacob (* 1995), englischer Fußballspieler
- Murphy, James (* 1967), US-amerikanischer GitarristJames Murphy (* 1967)

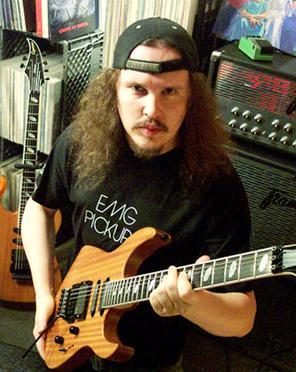
James Murphy (* 1967)

- Murphy, James (* 1970), US-amerikanischer Musikproduzent, Multiinstrumentalist, Singer-Songwriter und DJ
- Murphy, James J. (1898–1962), US-amerikanischer Politiker
- Murphy, James Vincent (1880–1946), irischer Übersetzer, Schriftsteller und Journalist
- Murphy, James William (1858–1927), US-amerikanischer Politiker
- Murphy, Jamie (* 1989), schottischer Fußballspieler
- Murphy, Janice (1947–2018), australische Schwimmerin und Trainerin
- Murphy, JB (* 1999), irischer Radrennfahrer
- Murphy, Jeremiah Henry (1835–1893), US-amerikanischer Politiker
- Murphy, Jill (1949–2021), britische Schriftstellerin und Illustratorin von Kinderbüchern
- Murphy, Jim (* 1967), britischer Politiker (Labour), Mitglied des House of Commons
- Murphy, Jimmy (1894–1924), US-amerikanischer Autorennfahrer
- Murphy, Jimmy (1910–1989), walisischer Fußballspieler und -trainer
- Murphy, Jimmy (1925–1981), US-amerikanischer Country- und Rockabilly-Musiker, Songschreiber und Gitarrist
- Murphy, Joe, US-amerikanischer R&B- und Jazzmusiker
- Murphy, Joe (* 1967), kanadischer Eishockeyspieler
- Murphy, Joe (* 1975), kanadischer Eishockeyspieler und -trainer
- Murphy, John (1753–1798), Anführer der Irischen Rebellion (1798)
- Murphy, John (1786–1841), US-amerikanischer Politiker
- Murphy, John (1872–1924), englischer Fußballspieler
- Murphy, John (1895–1972), US-amerikanischer Hochspringer
- Murphy, John (* 1953), US-amerikanischer Schwimmer
- Murphy, John (1961–2022), US-amerikanischer Jazzmusiker (Saxophon), Hochschullehrer und Musikethnologe
- Murphy, John (* 1965), britischer FilmkomponistJohn Murphy (* 1965)
- Murphy, John (* 1984), US-amerikanischer Radrennfahrer
- Murphy, John Benjamin (1857–1916), US-amerikanischer Chirurg
- Murphy, John Cullen (1919–2004), US-amerikanischer Comiczeichner
- Murphy, John Francis (1853–1921), US-amerikanischer Landschaftsmaler
- Murphy, John M. (1926–2015), US-amerikanischer Offizier und Politiker
- Murphy, John Patrick (1909–1997), irischer römisch-katholischer Geistlicher und Bischof von Port Elizabeth
- Murphy, John W. (1874–1947), US-amerikanischer Jurist und Politiker (Demokratische Partei)
- Murphy, John W. (1902–1962), US-amerikanischer Jurist und Politiker
- Murphy, Jonathan (* 1981), US-amerikanischer Schauspieler
- Murphy, Joseph (1898–1981), irischer Esoterikautor mit christlich-pantheistischem Hintergrund
- Murphy, Joseph (* 1968), irischer Geistlicher, Protokollchef des vatikanischen Staatssekretariats

###### Murphy, K
- Murphy, Karen, US-amerikanische Filmproduzentin
- Murphy, Karen, US-amerikanische Szenenbildnerin
- Murphy, Keara (* 1967), schottische Stand-up-Comedian, Schauspielerin und Dramatikerin
- Murphy, Kelly (* 1989), US-amerikanische Volleyballspielerin
- Murphy, Kelly (* 1989), irische Radrennfahrerin
- Murphy, Kelly-Marie (* 1964), kanadische Komponistin
- Murphy, Kevin M. (* 1958), US-amerikanischer Ökonom
- Murphy, Kyle (* 1991), US-amerikanischer Radrennfahrer

###### Murphy, L
- Murphy, Larry (* 1961), kanadischer Eishockeyspieler
- Murphy, Larry (* 1972), US-amerikanischer Schauspieler
- Murphy, Lawrence C. (1925–1998), US-amerikanischer Priester der römisch-katholischen Kirche
- Murphy, Lee Roy (* 1958), US-amerikanischer Boxer und IBF-Weltmeister im Cruisergewicht
- Murphy, Leia, irische Schauspielerin

###### Murphy, M
- Murphy, Mark (1932–2015), US-amerikanischer Jazzsänger
- Murphy, Mark (* 1976), US-amerikanischer Eishockeyspieler
- Murphy, Marty (1933–2009), amerikanischer Cartoonist, Trickfilmzeichner und -autor
- Murphy, Mary (1931–2011), US-amerikanische Schauspielerin
- Murphy, Matt (1929–2018), US-amerikanischer Blues-GitarristMatt Murphy (1929–2018)

Matt Murphy (1929–2018)

- Murphy, Maurice J. (1927–2002), US-amerikanischer Politiker
- Murphy, Meghan, kanadische Journalistin und Feministin
- Murphy, Michael, irischer Politiker
- Murphy, Michael (* 1930), US-amerikanischer Autor der Human Potential-Bewegung
- Murphy, Michael (* 1938), US-amerikanischer Schauspieler
- Murphy, Michael Joseph (1915–2007), US-amerikanischer Geistlicher, Bischof von Erie, Pennsylvania
- Murphy, Michael N. (1919–2009), irischer Wirtschaftsprüfer und Staatssekretär, Präsident des Europäischen Rechnungshofs
- Murphy, Michael P. (1976–2005), US-amerikanischer Militär, Lieutenant der US Navy, SEALMichael P. Murphy (1976–2005)

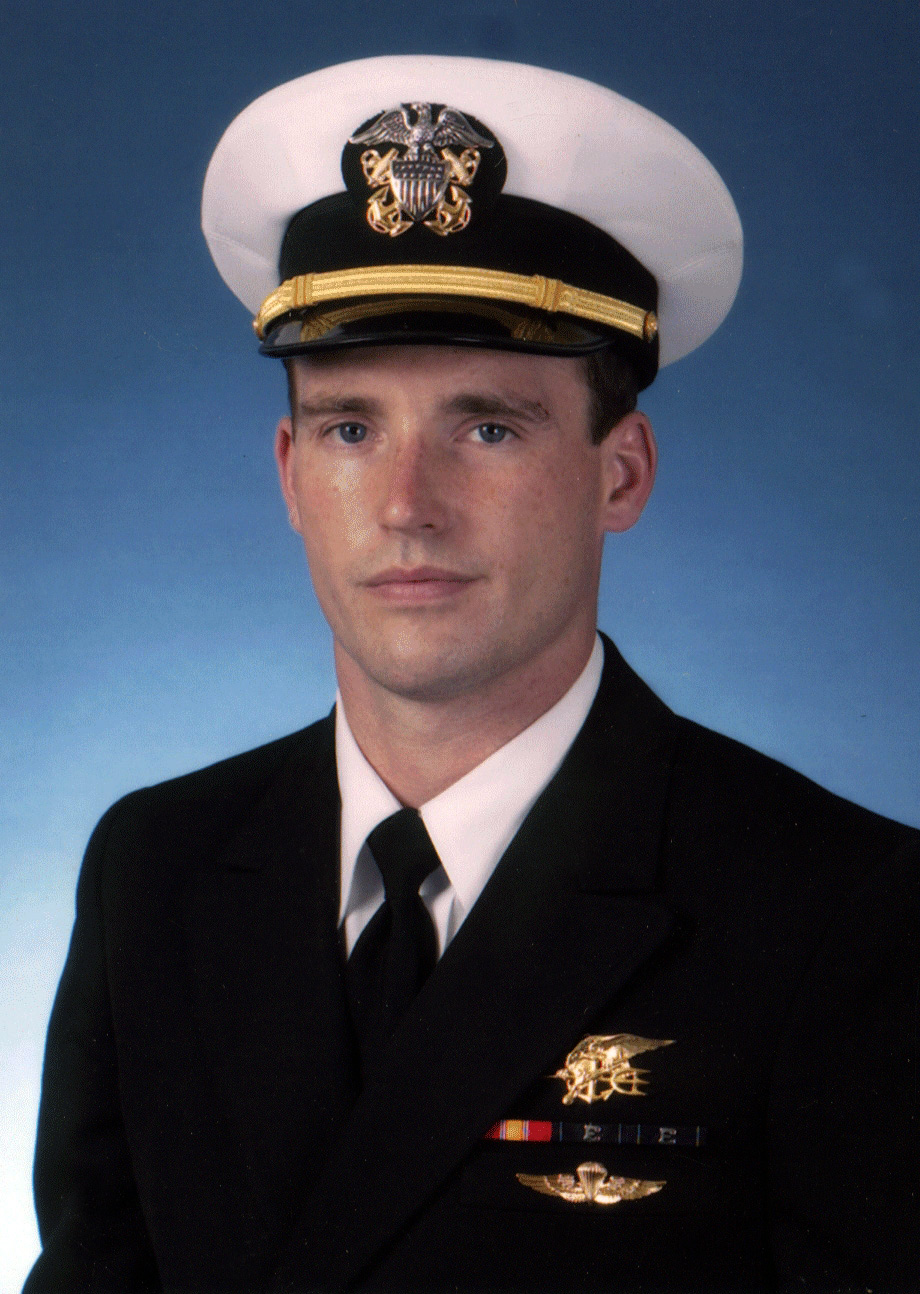
Michael P. Murphy (1976–2005)

- Murphy, Michael Pat (1919–2000), irischer Politiker
- Murphy, Mike (1861–1913), US-amerikanischer Leichtathletik- und Footballtrainer
- Murphy, Mike (* 1950), kanadischer Eishockeyspieler, -trainer und -funktionär
- Murphy, Mike (* 1989), kanadischer Eishockeytorwart
- Murphy, Morgan F. (1932–2016), US-amerikanischer Jurist und Politiker
- Murphy, Myles (* 2002), US-amerikanischer American-Football-Spieler

###### Murphy, N
- Murphy, Nick (* 1988), australischer Soulsänger

###### Murphy, O
- Murphy, Oakes (1849–1908), US-amerikanischer Politiker

###### Murphy, P
- Murphy, Pat (* 1955), US-amerikanische Autorin von Science-Fiction- und Fantasyromanen
- Murphy, Pat (* 1971), deutscher Schauspieler, Sprecher und Sänger
- Murphy, Patricia, irische Snooker- und Poolbillardschiedsrichterin
- Murphy, Patrick (* 1933), kanadischer Radrennfahrer
- Murphy, Patrick (* 1973), US-amerikanischer Politiker
- Murphy, Patrick (* 1983), amerikanischer Politiker
- Murphy, Patrick (* 1984), australischer Schwimmer
- Murphy, Patrick Laurence (1920–2007), australischer Geistlicher, Bischof von Broken Bay
- Murphy, Paul (* 1948), britischer Politiker (Labour), Mitglied des House of Commons
- Murphy, Paul (* 1949), US-amerikanischer Jazz-Schlagzeuger
- Murphy, Paul (* 1983), irischer Politiker (Socialist Party, RISE, People Before Profit), MdEP
- Murphy, Peter (1922–1975), englischer Fußballspieler
- Murphy, Peter (* 1957), britischer MusikerPeter Murphy (* 1957)

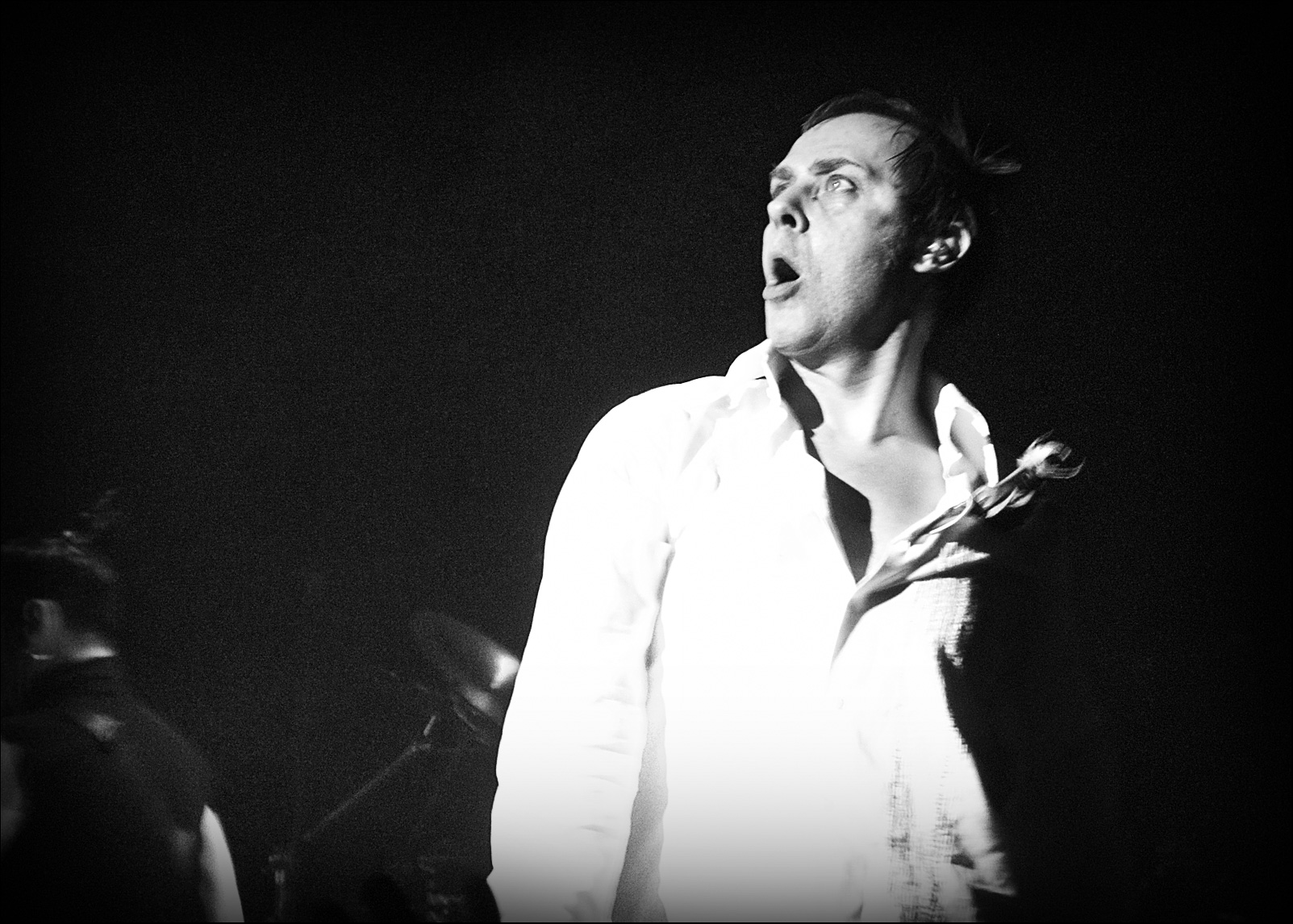
Peter Murphy (* 1957)

- Murphy, Phil (* 1957), US-amerikanischer Politiker, Diplomat und Investmentbanker
- Murphy, Philip Francis (1933–1999), US-amerikanischer römisch-katholischer Geistlicher, Weihbischof in Baltimore

###### Murphy, R
- Murphy, Richard (1912–1993), US-amerikanischer Drehbuch- und Regisseur
- Murphy, Richard (* 1931), US-amerikanischer Ruderer
- Murphy, Richard L. (1875–1936), US-amerikanischer Politiker
- Murphy, Richard W. (1929–2024), US-amerikanischer Diplomat
- Murphy, Robert (1894–1978), amerikanischer Diplomat
- Murphy, Robert (* 1979), irischer Snookerspieler
- Murphy, Robert Cushman (1887–1973), US-amerikanischer Ornithologe
- Murphy, Robert F. (1899–1976), US-amerikanischer Politiker
- Murphy, Robert F. (1924–1990), US-amerikanischer Anthropologe
- Murphy, Robert S. (1861–1912), US-amerikanischer Politiker
- Murphy, Róisín (* 1973), irische Musikerin und MusikproduzentinRóisín Murphy (* 1973)

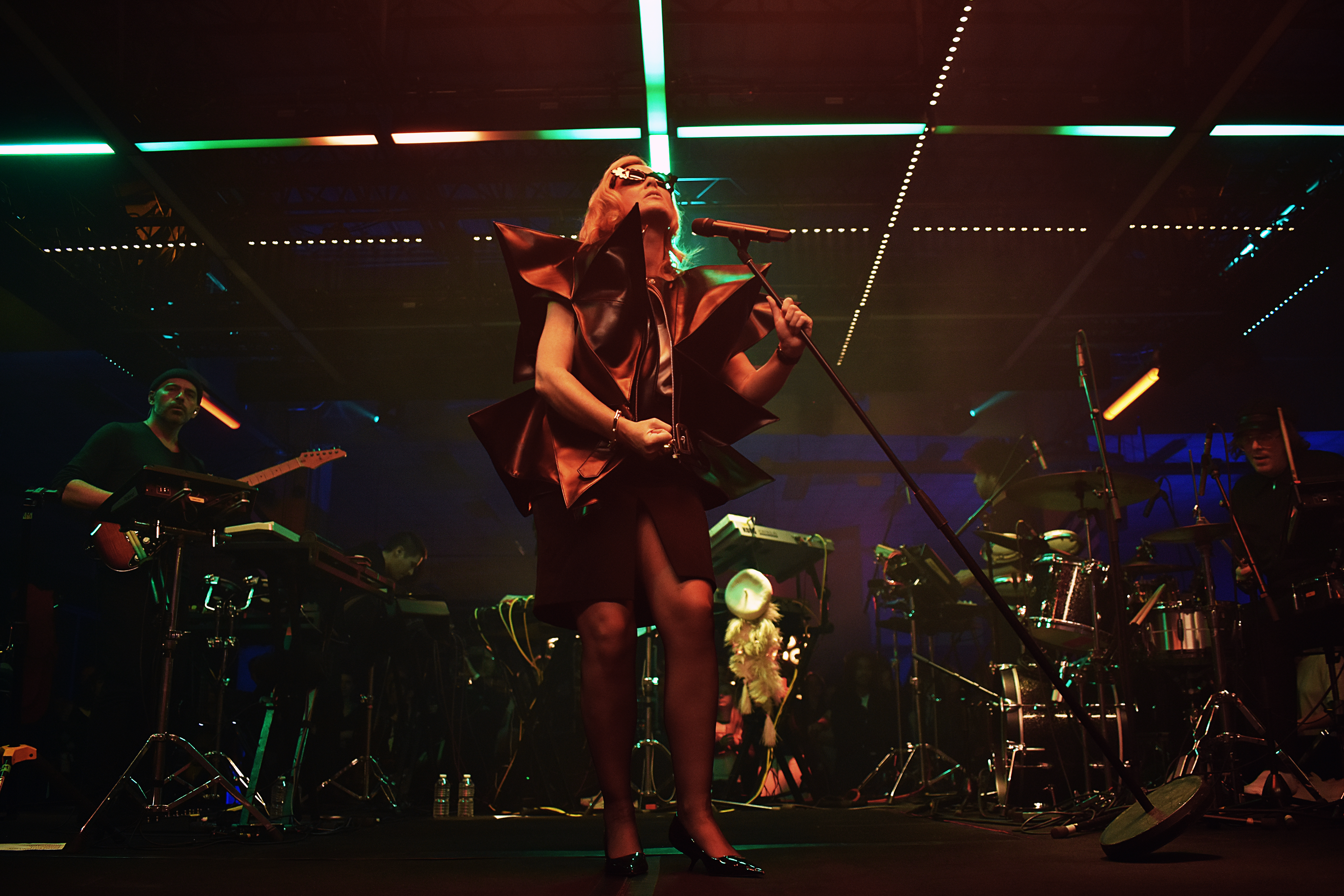
Róisín Murphy (* 1973)

- Murphy, Ron (1933–2014), kanadischer Eishockeyspieler und -trainer
- Murphy, Rose (1913–1989), US-amerikanische Rhythm-and-Blues- und Jazzsängerin sowie Pianistin
- Murphy, Rosemary (1925–2014), US-amerikanische Schauspielerin
- Murphy, Rupert L. (1909–1999), amerikanischer Jurist und Regierungsbediensteter
- Murphy, Ryan (* 1965), US-amerikanischer Regisseur, Journalist und Drehbuchautor
- Murphy, Ryan (* 1993), kanadischer Eishockeyspieler
- Murphy, Ryan (* 1995), US-amerikanischer Schwimmer

###### Murphy, S
- Murphy, Samantha (* 1997), amerikanische Fußballspielerin
- Murphy, Sara, Musikvideo-, Film- und Fernsehproduzentin
- Murphy, Sarah (* 1988), neuseeländisch-kanadische Biathletin und Skilangläuferin
- Murphy, Scott (* 1970), US-amerikanischer Politiker (Demokratische Partei)
- Murphy, Sean (* 1996), australischer Ruderer
- Murphy, Shaun (* 1948), US-amerikanische Rocksängerin
- Murphy, Shaun (* 1970), australischer Fußballspieler
- Murphy, Shaun (* 1982), englischer SnookerspielerShaun Murphy (* 1982)

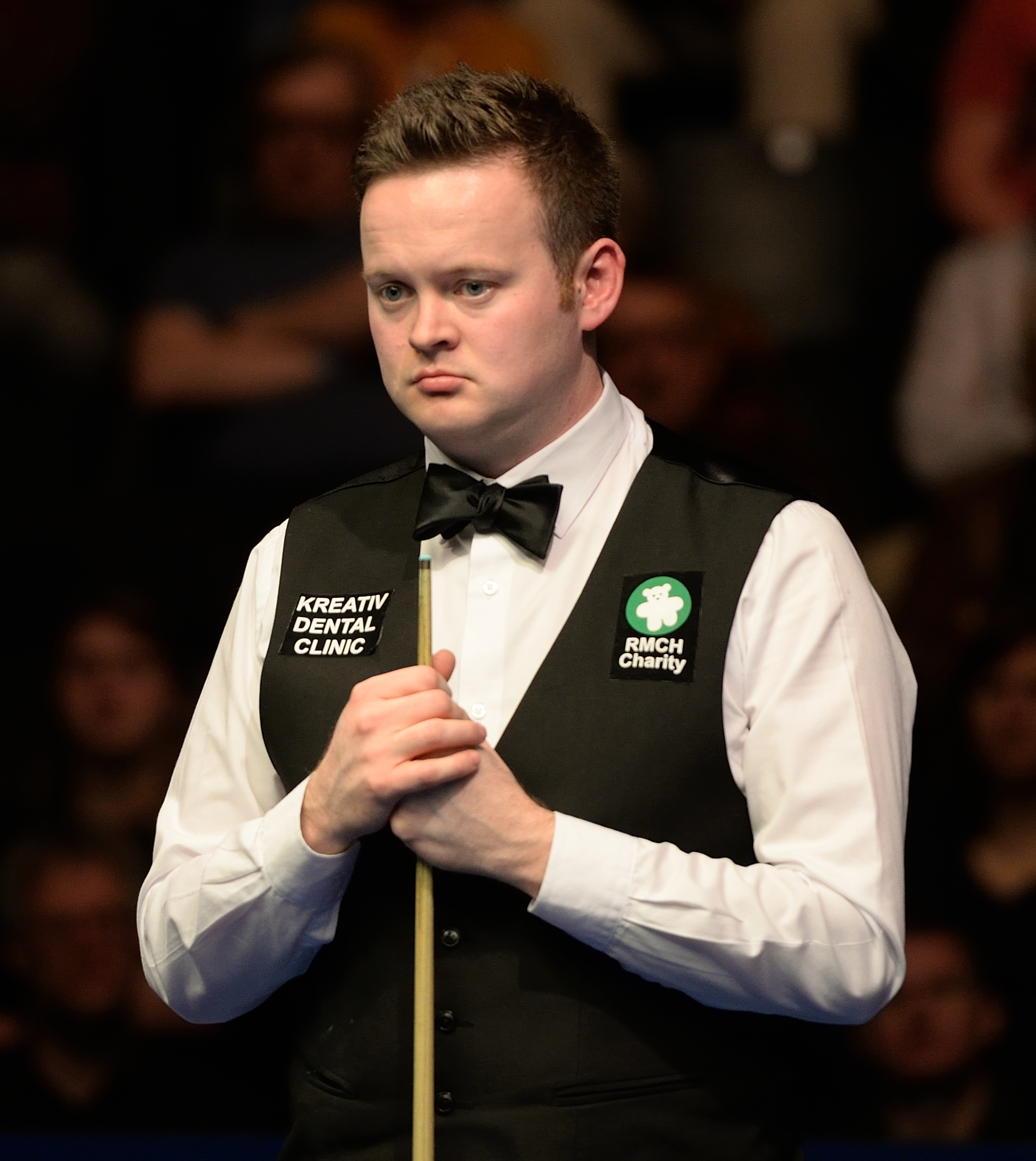
Shaun Murphy (* 1982)

- Murphy, Shawn (* 1948), US-amerikanischer Tonmeister
- Murphy, Shay (* 1985), US-amerikanische Basketballspielerin und -trainerin
- Murphy, Sheree (* 1975), britische Schauspielerin und Moderatorin
- Murphy, Siobhan (* 1984), kanadische Schauspielerin
- Murphy, Spud (1908–2005), US-amerikanischer Jazzmusiker, Filmkomponist und Arrangeur
- Murphy, Starr J. (1860–1921), US-amerikanischer Rechtsanwalt
- Murphy, Stephanie (* 1978), US-amerikanische Politikerin
- Murphy, Stephen (* 1969), irischer Snookerspieler
- Murphy, Stephen (* 1981), britischer Eishockeytorwart

###### Murphy, T
- Murphy, Tab, US-amerikanischer Drehbuchautor
- Murphy, Tadhg (* 1979), irischer Schauspieler
- Murphy, Ted (* 1971), US-amerikanischer Ruderer
- Murphy, Terry, US-amerikanischer Weizenfarmer und Politiker (Republikaner)
- Murphy, Terry (* 1972), nordirischer Snookerspieler
- Murphy, Tesni (* 1992), walisische Squashspielerin
- Murphy, Thomas (* 1949), irischer IRA-Führer
- Murphy, Thomas Austin (1911–1991), US-amerikanischer Geistlicher, Weihbischof in Baltimore
- Murphy, Thomas Francis (* 1953), US-amerikanischer Theater und Filmschauspieler
- Murphy, Thomas Joseph (1932–1997), US-amerikanischer Geistlicher, Erzbischof von Seattle
- Murphy, Thomas William (1917–1995), US-amerikanischer Ordensgeistlicher, römisch-katholischer Bischof von Juazeiro
- Murphy, Tim (* 1952), US-amerikanischer Politiker
- Murphy, Timothy J. († 1949), irischer Politiker
- Murphy, Timothy Patrick (1959–1988), US-amerikanischer Schauspieler
- Murphy, Timothy V. (* 1960), irischer Schauspieler
- Murphy, Tom, US-amerikanischer Astrophysiker und Hochschullehrer
- Murphy, Tom (1924–2007), US-amerikanischer Politiker
- Murphy, Tom (1935–2025), US-amerikanischer Mittelstreckenläufer
- Murphy, Tommy (* 1962), nordirischer Snookerspieler
- Murphy, Tony (* 1962), irischer Wirtschaftsprüfer, Präsident des Europäischen Rechnungshofes
- Murphy, Tony (* 1990), nordirischer Badmintonspieler
- Murphy, Torpedo Billy (1863–1939), neuseeländischer Boxer im Federgewicht
- Murphy, Troy (* 1980), US-amerikanischer Basketballspieler
- Murphy, Troy (* 1992), US-amerikanischer Freestyle-Skier
- Murphy, Tucker (* 1981), bermudischer Skilangläufer
- Murphy, Turk (1915–1987), US-amerikanischer Jazz-Posaunist

###### Murphy, V
- Murphy, Verona (* 1971), irische Politikerin
- Murphy, Vincent B. (1888–1956), US-amerikanischer Politiker

###### Murphy, W
- Murphy, Walter (* 1952), US-amerikanischer Pianist, Komponist und Arrangeur
- Murphy, Warren (1933–2015), US-amerikanischer Schriftsteller und Drehbuchautor
- Murphy, William (1867–1957), US-amerikanischer Lacrossespieler
- Murphy, William (1892–1967), irischer Politiker (Fine Gael)
- Murphy, William (1903–1979), irischer Boxer
- Murphy, William (* 1936), irischer römisch-katholischer Geistlicher und emeritierter Bischof von Kerry
- Murphy, William B. (1908–1970), US-amerikanischer Filmeditor
- Murphy, William Beverly (1907–1994), US-amerikanischer Lebensmittelgeschäftsmann
- Murphy, William Francis (1885–1950), römisch-katholischer Bischof von Saginaw
- Murphy, William Francis (* 1940), US-amerikanischer Geistlicher, emeritierter römisch-katholischer Bischof von Rockville Centre
- Murphy, William J. (1912–1993), US-amerikanischer Politiker
- Murphy, William J. (1928–2018), irischer Politiker (Irish Labour Party)
- Murphy, William Martin (1845–1919), irischer Unternehmer, Verleger und Politiker, Mitglied des House of Commons
- Murphy, William Parry (1892–1987), US-amerikanischer Arzt, Nobelpreisträger
- Murphy, William T. (1899–1978), US-amerikanischer Politiker

##### Murphy-

###### Murphy-B
- Murphy-Bunting, Sean (* 1997), US-amerikanischer American-Football-Spieler

###### Murphy-O
- Murphy-O’Connor, Cormac (1932–2017), britischer Geistlicher, Erzbischof von Westminster und Kardinal der römisch-katholischen Kirche